# Янув (гміна Зґеж)
Янув (пол. Janów) — село в Польщі, у гміні Зґеж Зґерського повіту Лодзинського воєводства.